# Himalayacalamus fimbriatus
Himalayacalamus fimbriatus är en gräsart som beskrevs av Christopher Mark Adrian Stapleton. Himalayacalamus fimbriatus ingår i släktet Himalayacalamus och familjen gräs. Inga underarter finns listade i Catalogue of Life.